# Tổng thống Chile
Tổng thống Chile (tiếng Tây Ban Nha: Presidente de Chile) là người đứng đầu nhà nước và đứng đầu chính phủ của Cộng hòa Chile. Tổng thống là người chịu trách nhiệm hành chính của nhà nước và chính phủ. Mặc dù vai trò và chức danh của vị trí này có những thay đổi trong lịch sử Chile, cũng như vị thế và liên hệ chính trị với các đảng phái ở Chile, tổng thống được coi là hình ảnh chính trị nổi bật nhất của đất nước này. Nó cũng được coi là một trong những thể chế của "Lịch sử hiến pháp Chile", và là yếu tố chính cho sự ổn định chính trị.
Theo hiến pháp hiện tại của Chile (từ 1980), Tổng thống có nhiệm kỳ 4 năm và không được tham gia tranh cử lần tiếp theo. Thời gian quản lý ngắn (trước đó một nhiệm kỳ là 6 năm) cho phép quá trình bầu cử Quốc hội và Tổng thống diễn ra được đồng thời. 
Phủ Tổng thống Chile là cung La Moneda ở thủ đô Santiago.

## Danh sách tổng thống Chile
| No.                                                    | Chân dung              | Tên (Năm sinh–Năm mất)                   | Đắc cử               | Nhiệm kỳ                       | Nhiệm kỳ                                          | Đảng phái                                   |
| ------------------------------------------------------ | ---------------------- | ---------------------------------------- | -------------------- | ------------------------------ | ------------------------------------------------- | ------------------------------------------- |
| 1                                                      |                        | Manuel Blanco Encalada (1790–1876)       | 1826                 | 9 tháng 7 năm 1826             | 9 tháng 9 năm 1826                                | Độc lập                                     |
| 2                                                      |                        | Agustín Eyzaguirre (1768–1837)           | 1826                 | 9 tháng 9 năm 1826             | 25 tháng 1, 1827 (Từ chức)                        | Độc lập                                     |
| 3                                                      |                        | Ramón Freire (1787–1851)                 | 1827                 | 25 tháng 1, 1827               | 8 tháng 5 năm 1827 (Từ chức)                      | Pipiolos                                    |
| —                                                      |                        | Francisco Antonio Pinto (1785–1858)      | —                    | 8 tháng 5 năm 1827             | 16 tháng 7 năm 1829                               | Pipiolos                                    |
| —                                                      |                        | Francisco Ramón Vicuña (1775–1849)       | —                    | 16 tháng 7 năm 1829            | 19 tháng 10 năm 1829                              | Pipiolos                                    |
| 4                                                      |                        | Francisco Antonio Pinto (1785–1858)      | 1829                 | 19 tháng 10 năm 1829           | 2 tháng 11 năm 1829 (Từ chức)                     | Pipiolos                                    |
| —                                                      |                        | Francisco Ramón Vicuña (1775–1849)       | —                    | 2 tháng 11 năm 1829            | 7 tháng 11 năm 1829                               | Pipiolos                                    |
| —                                                      |                        | Ramón Freire (1787–1851)                 | —                    | 7 tháng 11 năm 1829            | 8 tháng 11 năm 1829                               | Pipiolos                                    |
| —                                                      |                        | Francisco Ramón Vicuña (1775–1849)       | —                    | 8 tháng 11 năm 1829            | 7 tháng 12 năm 1829                               | Pipiolos                                    |
| Bãi nhiệm (7 tháng 12 năm 1829 – 24 tháng 12 năm 1829) |                        |                                          |                      |                                |                                                   |                                             |
| —                                                      |                        | José Tomás Ovalle (1787–1831)            | —                    | 24 tháng 12 năm 1829           | 18 tháng 2 năm 1830                               | Pelucones                                   |
| —                                                      |                        | Francisco Ruiz-Tagle (1790–1860)         | —                    | 18 tháng 2 năm 1830            | 1 tháng 4 năm 1830                                | Pelucones                                   |
| —                                                      |                        | José Tomás Ovalle (1787–1831)            | —                    | 1 tháng 4 năm 1830             | 21 tháng 3 năm 1831 (Qua đời khi đang tại nhiệm)  | Pelucones                                   |
| —                                                      |                        | Fernando Errázuriz Aldunate (1777–1841)  | —                    | 21 tháng 3 năm 1831            | 18 tháng 9 năm 1831                               | Pelucones                                   |
| 5                                                      |                        | José Joaquín Prieto (1786–1854)          | 1831                 | 18 tháng 9 năm 1831            | 18 tháng 9 năm 1836                               | Pelucones                                   |
| 5                                                      | 1836                   | José Joaquín Prieto (1786–1854)          | 18 tháng 9 năm 1836  | 18 tháng 9 năm 1841            | Đảng Thận trọng                                   |                                             |
| 6                                                      |                        | Manuel Bulnes (1799–1866)                | 1841                 | 18 tháng 9 năm 1841            | 18 tháng 9 năm 1846                               | Đảng Thận trọng                             |
| 6                                                      | 1846                   | Manuel Bulnes (1799–1866)                | 18 tháng 9 năm 1846  | 18 tháng 9 năm 1851            |                                                   | Đảng Thận trọng                             |
| 7                                                      |                        | Manuel Montt (1809–1890)                 | 1851                 | 18 tháng 9 năm 1851            | 18 tháng 9 năm 1856                               | Đảng Thận trọng                             |
| 7                                                      | 1856                   | Manuel Montt (1809–1890)                 | 18 tháng 9 năm 1856  | 18 tháng 9 năm 1861            | Đảng Dân tộc                                      |                                             |
| 8                                                      |                        | José Joaquín Pérez (1801–1889)           | 1861                 | 18 tháng 9 năm 1861            | 18 tháng 9 năm 1866                               | Đảng Dân tộc (Fusion)                       |
| 8                                                      | 1866                   | José Joaquín Pérez (1801–1889)           | 18 tháng 9 năm 1866  | 18 tháng 9 năm 1871            |                                                   | Đảng Dân tộc (Fusion)                       |
| 9                                                      |                        | Federico Errázuriz Zañartu (1825–1877)   | 1871                 | ngày 18 tháng 9 năm 1871       | ngày 18 tháng 9 năm 1876                          | Đảng Tự do (Fusion)                         |
| 10                                                     |                        | Aníbal Pinto (1825–1884)                 | 1876                 | 18 tháng 9 năm 1876            | 18 tháng 9 năm 1881                               | Đảng Tự do (Liberal Alliance)               |
| 11                                                     |                        | Domingo Santa María (1825–1889)          | 1881                 | 18 tháng 9 năm 1881            | 18 tháng 9 năm 1886                               | Đảng Tự do (Liberal Alliance)               |
| 12                                                     |                        | José Manuel Balmaceda (1840–1891)        | 1886                 | 18 tháng 9 năm 1886            | 29 tháng 8 năm 1891 (Bị lật đổ)                   | Đảng Tự do (Liberal Alliance)               |
| —                                                      |                        | Manuel Baquedano (1823–1897)             | —                    | 29 tháng 8 năm 1891            | 31 tháng 8 năm 1891                               | Quân nhân                                   |
| —                                                      |                        | Jorge Montt (1845–1922)                  | —                    | 31 tháng 8 năm 1891            | 26 tháng 12 năm 1891                              | Độc lập (Coalition)                         |
| 13                                                     | 1891                   | Jorge Montt (1845–1922)                  | 26 tháng 12 năm 1891 | 18 tháng 9 năm 1896            |                                                   | Độc lập (Coalition)                         |
| 14                                                     |                        | Federico Errázuriz Echaurren (1850–1901) | 1896                 | 18 tháng 9 năm 1896            | 12 tháng 7 năm 1901 (Qua đời khi đang tại nhiệm)  | Đảng Tự do (Coalition)                      |
| —                                                      |                        | Aníbal Zañartu (1847–1902)               | —                    | 12 tháng 7 năm 1901            | 18 tháng 9 năm 1901                               | Đảng Tự do (Coalition)                      |
| 15                                                     |                        | Germán Riesco (1854–1916)                | 1901                 | 18 tháng 9 năm 1901            | 18 tháng 9 năm 1906                               | Đảng Tự do (Liberal Alliance)               |
| 16                                                     |                        | Pedro Montt (1849–1910)                  | 1906                 | 18 tháng 9 năm 1906            | 16 tháng 8 năm 1910 (Qua đời khi đang tại nhiệm)  | Đảng Dân tộc (Liberal Alliance)             |
| —                                                      |                        | Elías Fernández Albano (1845–1910)       | —                    | 16 tháng 8 năm 1910            | 6 tháng 9 năm 1910 (Qua đời khi đang tại nhiệm)   | Đảng Dân tộc (Liberal Alliance)             |
| —                                                      |                        | Emiliano Figueroa (1866–1931)            | —                    | 6 tháng 9 năm 1910             | 23 tháng 12 năm 1910                              | Đảng Dân chủ Tự do                          |
| 17                                                     |                        | Ramón Barros Luco (1835–1919)            | 1910                 | 23 tháng 12 năm 1910           | 23 tháng 12 năm 1915                              | Đảng Tự do (Liberal Alliance)               |
| 18                                                     |                        | Juan Luis Sanfuentes (1858–1930)         | 1915                 | ngày 23 tháng 12 năm 1915      | ngày 23 tháng 12 năm 1920                         | Đảng Dân chủ Tự do (Coalition)              |
| 19                                                     |                        | Arturo Alessandri (1868–1950)            | 1920                 | 23 tháng 12 năm 1920           | 11 tháng 9 năm 1924 (Bị lật đổ)                   | Đảng Tự do (Liberal Alliance)               |
| Government Junta (1924–1925)                           |                        |                                          |                      |                                |                                                   |                                             |
| —                                                      |                        | Luis Altamirano (1867–1938)              | —                    | 11 tháng 9 năm 1924            | 23 tháng 1 năm 1925 (Bị lật đổ)                   | Quân nhân                                   |
| Government Junta (1925)                                |                        |                                          |                      |                                |                                                   |                                             |
| —                                                      |                        | Pedro Dartnell (1873–1944)               | —                    | 23 tháng 1 năm 1925            | 27 tháng 1 năm 1925                               | Quân nhân                                   |
| —                                                      |                        | Emilio Bello Codesido (1868–1941)        | —                    | 27 tháng 1 năm 1925            | 20 tháng 3 năm 1925                               | Đảng Dân chủ Tự do                          |
| (19)                                                   |                        | Arturo Alessandri (1868–1950)            | 1920                 | 20 tháng 3 năm 1925 (Được bầu) | 1 tháng 10 năm 1925 (Từ chức)                     | Đảng Tự do (Liberal Alliance)               |
| —                                                      |                        | Luis Barros Borgoño (1858–1943)          | —                    | 1 tháng 10 năm 1925            | 23 tháng 12 năm 1925                              | Đảng Tự do (Liberal Alliance)               |
| 20                                                     |                        | Emiliano Figueroa (1866–1931)            | 1925                 | 23 tháng 12 năm 1925           | 10 tháng 5 năm 1927 (Bị lật đổ)                   | Liberal Democratic Party (Coalition)        |
| 21                                                     |                        | Carlos Ibáñez del Campo (1877–1960)      | 1927                 | 10 tháng 5 năm 1927            | 26 tháng 7 năm 1931 (Từ chức)                     | Độc lập                                     |
| —                                                      |                        | Pedro Opaso (1876–1957)                  | —                    | 26 tháng 7 năm 1931            | 27 tháng 7 năm 1931 (Từ chức)                     | Đảng Tự do Thống nhất                       |
| —                                                      |                        | Juan Esteban Montero (1879–1948)         | —                    | 27 tháng 7 năm 1931            | 20 tháng 8 năm 1931                               | Radical Party                               |
| —                                                      |                        | Manuel Trucco (1875–1954)                | —                    | 20 tháng 8 năm 1931            | 15 tháng 11 năm 1931                              | Radical Party                               |
| —                                                      |                        | Juan Esteban Montero (1879–1948)         | —                    | 15 tháng 11 năm 1931           | 4 tháng 12 năm 1931                               | Radical Party                               |
| 22                                                     | 1931                   | Juan Esteban Montero (1879–1948)         | 4 tháng 12 năm 1931  | 4 tháng 6 năm 1932 (Bị lật đổ) |                                                   | Radical Party                               |
| Government Junta of Socialist Republic (1932)          |                        |                                          |                      |                                |                                                   |                                             |
| —                                                      |                        | Arturo Puga (1879–1970)                  | —                    | 4 tháng 6 năm 1932             | 16 tháng 6 năm 1932 (Từ chức)                     | Cộng hòa Xã hội Chủ nghĩa                   |
| —                                                      |                        | Carlos Dávila (1887–1955)                | —                    | 16 tháng 6 năm 1932            | 13 tháng 9 năm 1932 (Từ chức)                     | Cộng hòa Xã hội Chủ nghĩa                   |
| —                                                      |                        | Bartolomé Blanche (1879–1970)            | —                    | 13 tháng 9 năm 1932            | 2 tháng 10 năm 1932 (Từ chức)                     | Quân nhân                                   |
| —                                                      |                        | Abraham Oyanedel (1874–1954)             | —                    | 2 tháng 10 năm 1932            | 24 tháng 12 năm 1932                              | Độc lập                                     |
| 23                                                     |                        | Arturo Alessandri (1868–1950)            | 1932                 | 24 tháng 12 năm 1932           | 24 tháng 12 năm 1938                              | Đảng Tự do                                  |
| 24                                                     |                        | Pedro Aguirre Cerda (1879–1941)          | 1938                 | 24 tháng 12 năm 1938           | 25 tháng 11 năm 1941 (Qua đời khi đang tại nhiệm) | Radical Party (Popular Front)               |
| —                                                      |                        | Jerónimo Méndez (1887–1959)              | —                    | 25 tháng 11 năm 1941           | 2 tháng 4 năm 1942                                | Radical Party                               |
| 25                                                     |                        | Juan Antonio Ríos (1888–1946)            | 1942                 | 2 tháng 4 năm 1942             | 27 tháng 6 năm 1946 (Qua đời khi đang tại nhiệm)  | Radical Party (Democratic Alliance)         |
| —                                                      |                        | Alfredo Duhalde (1898–1985)              | —                    | 27 tháng 6 năm 1946            | 3 tháng 8 năm 1946 (Từ chức)                      | Radical Party (Democratic Alliance)         |
| —                                                      |                        | Vicente Merino (1889–1977)               | —                    | 3 tháng 8 năm 1946             | 13 tháng 8 năm 1946                               | Độc lập                                     |
| —                                                      |                        | Alfredo Duhalde (1898–1985)              | —                    | 13 tháng 8 năm 1946            | 17 tháng 10 năm 1946 (Từ chức)                    | Radical Party (Democratic Alliance)         |
| —                                                      |                        | Juan Antonio Iribarren (1885–1966)       | —                    | 17 tháng 10 năm 1946           | 4 tháng 11 năm 1946                               | Radical Party (Democratic Alliance)         |
| 26                                                     |                        | Gabriel González Videla (1898–1980)      | 1946                 | 3 tháng 11 năm 1946            | 3 tháng 11 năm 1952                               | Radical Party                               |
| 27                                                     |                        | Carlos Ibáñez del Campo (1877–1960)      | 1952                 | 3 tháng 11 năm 1952            | 3 tháng 11 năm 1958                               | Độc lập (FENAFUI)                           |
| 28                                                     |                        | Jorge Alessandri (1896–1986)             | 1958                 | 3 tháng 11 năm 1958            | 3 tháng 11 năm 1964                               | Độc lập (Democratic Front of Chile)         |
| 29                                                     |                        | Eduardo Frei Montalva (1911–1982)        | 1964                 | 3 tháng 11 năm 1964            | 3 tháng 11 năm 1970                               | Đảng Dân chủ Thiên chúa giáo                |
| 30                                                     |                        | Salvador Allende (1908–1973)             | 1970                 | 3 tháng 11 năm 1970            | 11 tháng 9 năm 1973 (Bị lật đổ)                   | Đảng Xã hội chủ nghĩa (Popular Unity)       |
| Government Junta (1973–1990)                           |                        |                                          |                      |                                |                                                   |                                             |
| —                                                      |                        | Augusto Pinochet (1915–2006)             | —                    | 11 tháng 9 năm 1973            | 17 tháng 12 năm 1974                              | Quân nhân                                   |
| 31                                                     | 17 tháng 12 năm 1974   | Augusto Pinochet (1915–2006)             | —                    | 11 tháng 3 năm 1981            |                                                   | Quân nhân                                   |
| 31                                                     | 1980 (Trung cầu dân ý) | Augusto Pinochet (1915–2006)             | 11 tháng 3 năm 1981  | 11 tháng 3 năm 1990            |                                                   | Quân nhân                                   |
| 32                                                     |                        | Patricio Aylwin (1918–2016)              | 1989                 | 11 tháng 3 năm 1990            | 11 tháng 3 năm 1994                               | Đảng Dân chủ Thiên chúa giáo (Concertación) |
| 33                                                     |                        | Eduardo Frei Ruiz-Tagle (1942–)          | 1993                 | 11 tháng 3 năm 1994            | 11 tháng 3 năm 2000                               | Đảng Dân chủ Thiên chúa giáo (Concertación) |
| 34                                                     |                        | Ricardo Lagos (1938–)                    | 1999–2000            | 11 tháng 3 năm 2000            | 11 tháng 3 năm 2006                               | Đảng Dân chủ (Concertación)                 |
| 35                                                     |                        | Michelle Bachelet (1951–)                | 2005–06              | 11 tháng 3 năm 2006            | 11 tháng 3 năm 2010                               | Đảng Xã hội chủ nghĩa (Concertación)        |
| 36                                                     |                        | Sebastián Piñera (1949–2024)             | 2009–10              | 11 tháng 3 năm 2010            | 11 tháng 3 năm 2014                               | National Renewal (Coalición)                |
| 37                                                     |                        | Michelle Bachelet (1951–)                | 2013                 | 11 tháng 3 năm 2014            | 11 tháng 3 năm 2018                               | Đảng Xã hội chủ nghĩa (Nueva Mayoría)       |
| 38                                                     |                        | Sebastián Piñera (1949–2024)             | 2017                 | 11 tháng 3 năm 2018            | 11 tháng 3 năm 2022                               | National Renewal (Coalición)                |
| 39                                                     |                        | Gabriel Boric (1986–)                    | 2021                 | 11 tháng 3 năm 2022            | Đương nhiệm                                       | Đảng Hội tụ Xã hội (Convergencia Social)    |